# IPhone 12 Pro
iPhone 12 Pro та iPhone 12 Pro Max — смартфони корпорації Apple, що використовують процесор Apple A14 Bionic і операційну систему iOS 14. Були представлені 13 жовтня 2020 року разом з базовими iPhone 12 та iPhone 12 mini. Прийшли на зміну iPhone 11 Pro та iPhone 11 Pro Max відповідно.

## Дизайн
Передня та задня панелі виготовлені з розробленого Apple скла Ceramic Shield, а рамка — із хірургічної сталі. Також iPhone 12 Pro та iPhone 12 Pro Max мають захист від пилу та вологи по стандарту IP68.
Знизу знаходяться роз'єм Lightning, динамік та стилізовані під динамік 2 мікрофони. З лівого боку знаходяться кнопки регулювання гучності та перемикач режиму звуку. З правого боку знаходяться кнопка блокування та слот під 2 SIM-картки в моделях для китайського ринку і під 1 SIM-картку у всіх інших моделях. Третій мікрофон знаходиться у квадратному блоці потрійної камери.
Також обидва смартфони отримали підтримку eSIM.
iPhone 12 Pro та 12 Pro Max будуть продаватися в 4 кольорах: Графітовому (сірий), Сріблястому, Золотому та Тихоокеанічному синьому.

## Технічні характеристики

### Платформа
Смартфон отримав процесор Apple 14 Bionic, виконаний за технологією 5 нм, який містить 6-ядерний 64-бітний ARM-процесор, графічний процесор Apple GPU, нейропроцесор, модулі машинного навчання, цифрової обробки зображень.

### Камера
Смартфон отримав лазерний сканер LiDAR, основну потрійну камеру 12 Мп (ширококутний, телеоб'єктив з 2x (IPhone 12 PRO) та 2.5x (IPhone 12 PRO MAX) оптичним зумом, ультраширококутний об'єктив) з оптичною стабілізацією, фазовим автофокусом Dual Pixel та здатністю запису відео в роздільній здатності 4K@60fps. Фронтальна камера отримала роздільність 12 Мп, світлосилу f/2.2 та здатність запису відео у роздільній здатності 4K@60fps. Також фронтальна камера має датчики для розпізнавання лиця.

### Екран
iPhone 12 Pro оснащений екраном Super Retina XDR OLED, 6.1" щільністю пікселів 458 ppi.
iPhone 12 Pro Max має екран Super Retina XDR OLED, 6.7", з щільністю пікселів 458 ppi.
Збережено виріз під фронтальну камеру, розмовний динамік, мікрофон та датчики Face ID.

### Звук
Смартфони мають стереодинаміки, де роль другого динаміка виконує розмовний динамік.

### Пам'ять
Усі смартфони оснащені 6 ГБ оперативної пам'яті, та мають внутрішній накопичувач на 128 ГБ, 256 ГБ та 512 ГБ.

### Програмне забезпечення
Смартфони були випущені на операційній системі iOS 14 і оновлені до iOS 18.

## Хронологія моделей iPhone
| Хронологія моделей iPhone                   |
| ------------------------------------------- |
| Див. також: Хронологія продуктів Apple Inc. |

Джерело: Apple Newsroom Archive